# Короткий технічний залізничний словник
Короткий технічний залізничний словник або Технічний залізничний словник (рос. Краткий технический железнодорожный словарь, Технический железнодорожный словарь) — довідник залізничника радянського видання 1941 року першого видання (Короткий технічний залізничний словник; рос. Краткий технический железнодорожный словарь) та 1946 року другого видання (Технічний залізничний словник; рос. Технический железнодорожный словарь). Пояснює більше як 4000 термінів на 606 сторінках. Має чорно-білого кольору схеми та ілюстрації. Розрахований на інженерів, техніків і командирів усіх служб залізничного транспорту, студентів залізничних вишів та технікумів. Є унікальним виданням часів СРСР (до складу якого входила Україна). Україномовної версії не існувало.